# Le Beau Contrebandier
Pour plus de détails, voir Fiche technique et Distribution.
Le Beau Contrebandier (Women Everywhere) est un film américain réalisé par Alexander Korda, sorti en 1930.

## Synopsis
Charlie Jackson, un trafiquant qui fournit des armes aux rebelles marocains, s'amourache de la chanteuse de cabaret Lili La Fleur. Arrêté, il est escorté par la police à travers les rues de Casablanca, il arrive à s'évader et se retrouve dans la loge de Lili. Elle le cache en le faisant passer pour un chanteur et l'aide à préparer son évasion. Pris alors qu'il porte un uniforme de la Légion étrangère, il est envoyé dans le désert pour combattre les Arabes. Il reviendra en héros et gagnera l'admiration et l'affection de Lili.

## Fiche technique
- Titre original : Women Everywhere
- Titre français : Le Beau Contrebandier
- Réalisation : Alexander Korda
- Assistant-réalisateur : Edwin L. Marin
- Scénario : Harlan Thompson, Lajos Biró
- Direction artistique : William S. Darling
- Costumes : Sophie Wachner
- Photographie : Ernest Palmer
- Son : Arthur von Kirbach
- Montage : Harold D. Schuster
- Musique : Peter Brunelli, George Lipschultz
- Direction musicale : George Lipschultz
- Production associée : Ned Marin
- Société de production : Fox Film Corporation
- Société de distribution : Fox Film Corporation
- Pays d’origine :  États-Unis
- Langue originale : anglais
- Format : noir et blanc — 35 mm — 1,20:1 — son Mono (Western Electric Sound System)
- Genre : comédie dramatique
- Durée : 82 minutes
- Date de sortie :
  - États-Unis : 1er juin 1930

## Distribution
- J. Harold Murray : Charlie Jackson
- Fifi D'Orsay : Lili La Fleur
- George Grossmith : Aristide Brown
- Clyde Cook : Sam Jones
- Ralph Kellard : Michel Kopulos
- Rose Dione : Zéphyrine
- Walter McGrail : Lieutenant de la Légion
- Louis Mercier (non crédité) : Serveur

## Chansons du film
- Women Everywhere, Beware of Love, One Day, Good Time Fifi, Bon Jour et Marching Song : paroles et musique de William Kernell
- All the Family : paroles et musique de William Kernell et George Grossmith
- Smile, Legionnaire : paroles et musique de William Kernell et Charles Wakefield Cadman